# Ville l'Évêque

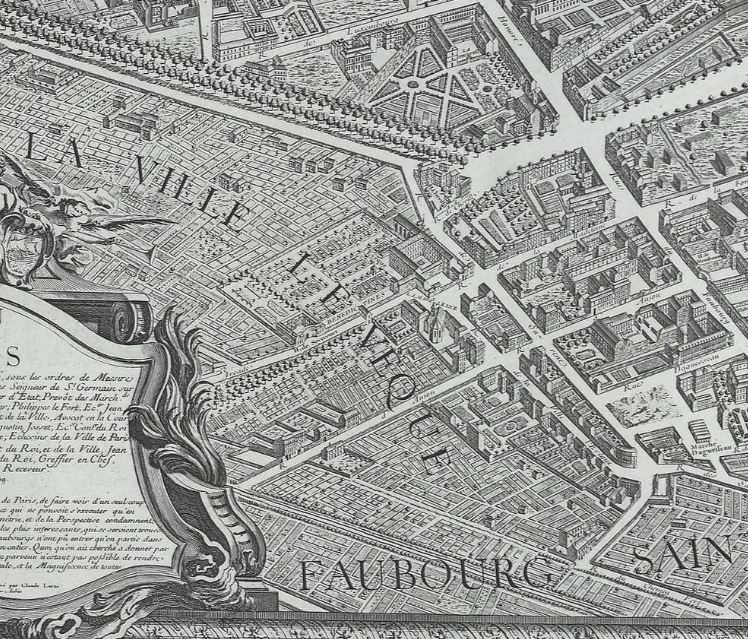
Ville l'Évêque na plánu z 18. století

Ville l'Évêque (česky zhruba Biskupovo panství) byla ve středověku osada ležící západně od Paříže. Její území odpovídá současné administrativní čtvrti  Madeleine v 8. obvodu.

## Poloha
Ves se rozkládala na křižovatce cesty do Argenteuil (dnešní Rue du Faubourg-Saint-Honoré) a cesty vedoucí z Montmartru k Seině zhruba u Petit Palais. Území vesnice odpovídá dnešní administrativní čtvrti Madeleine.

## Historie
Osada se začala rozvíjet v průběhu 6. století. V 7. století ji král Dagobert I. udělil pařížskému biskupovi, díky čemuž získala svůj název – Villa Episcopi.
Ve 14. století se tato oblast spravovaná z hôtel de Sens rozdělila na dvě části. První se rozprostírala podél Seiny na pozemcích, které patřily k vesnici Chaillot, a v 17. století se z ní stalo předměstí, dnes se jedná o ulice Cours la Reine a Cours Albert-Ier. Od městských hradeb bylo odděleno rozsáhlou pustinou – Tuileriemi.
Druhá část se rozvíjela severně od dnešní Rue Saint-Honoré mezi branami Saint-Honoré a Montmartre. Z ní se vyvinula předměstí Richelieu a Saint Roch. Na severu ji vymezoval potok Ménilmontant.
Ville l'Évêque a její území vytvořilo v pozdním středověku na pravém břehu osídlení v protikladu k předměstí Saint-Germain-des-Prés na levém břehu. To se jako majetek opatství Saint-Germain-des-Prés vyvíjelo zcela odlišně.
Ville l'Évêque se ve 13. století stala samostatnou farností s kostelem svaté Máří Magdalény. Původní kaple byla přestavěna v roce 1429. V 17. století obec zažila velký rozvoj díky výstavbě Champs Élysées a četných městských paláců. S rozvojem obce původní kostel nedostačoval, a proto 8. července 1659 Anna Marie Louisa Orleánská položila základní kámen nového kostela v dolní části dnešního boulevardu Malesherbes. Kostel byl za Francouzské revoluce zrušen a roku 1801 zbořen. Ville-l'Evêque byla připojena k Paříži v roce 1722 a zůstal po ní název ulice Rue de la Ville-l'Évêque.